# コングチャンネル
コングチャンネルは、お笑いコンビ。プロモーション・ススム所属。

## メンバー
コング（1979年10月29日）
千葉県鎌ヶ谷市出身。
千葉県立松戸秋山高等学校卒業
本名は鈴木悟志
もんもん
静岡県富士市出身。
本名は門西克弥

## 概要
それぞれ1度お笑いからドロップアウトした２人が2016年に結成。コングは高校２年生の時に役者になりたいと思い、東京宝映テレビのオーディションに参加し、合格する。その時、審査員だった俳優の清水章吾に「君は芸人になった方がいい」と言われ、その気になったらしい。高校を卒業するタイミングでモノマネタレントのコロッケの付き人になる。本人曰く、人生で一番辛く良い経験をした時期と語っている。その後、1999年に東京宝映テレビで同期のモンキーに誘われ「モンキーコング」を結成。池袋でショーパブを経営していたタレントのはらみつおに「お前ら弟子になれ」と言われ弟子になり無給で働き続けた。その時に一緒に働いていた芸人に宮田陽・昇、ビックスモールン、タリキ、LLRがいた。その後、浅草の母という占い師に「君達は来年売れる！」と言われた翌年に解散。2001年に中学校の同級生と「すこーぴおん」を結成。翌年、先輩芸人のミクロキッズが解散し、ツッコミ担当の町屋が加入。その流れで現所属のプロモーションススムに所属。24才の時に一般女性と結婚し、翌年コンビを解消させる。その後、離婚し訪問販売の仕事に就き、「物を売るのではなく、自分を売る」という信念を胸にお笑い界にカムバックする。ピン芸人として復活したが、演技がしたいという事で知り合いのマジシャンKo-1と役者の後輩と共にyoutubeのチャンネル「コングチャンネル」を立ち上げる。その後、現相方のもんもんが事務所に入った際、無理やりコングチャンネルに参加させてコンビでの活動を行っている。

## 出演

### テレビ
- 24HOUR TELEVISION スペシャルドラマ’97 勇気ということ（日本テレビ）
- 駐在刑事２（テレビ東京）
- デパート仕掛け人！天王寺珠美の殺人推理８（テレビ東京）
- ありえへん世界∞（テレビ東京）
- 法医学の教室の事件ファイル 40回記念作品（テレビ朝日）
- 黒の斜面（テレビ朝日）
- にっぽんお騒がせ人物伝２（テレビ東京）
- 金曜ﾌﾟﾚﾐｱﾑ･西村京太郎ｻｽﾍﾟﾝｽ十津川警部10（フジテレビ）
- 特命指揮官 郷間彩香（フジテレビ）
- ヤメゴク～ヤクザやめて頂きます（TBS）
- アイムホーム（テレビ朝日）
- HiGH&LOW（日本テレビ）
- 全部揃えてみます。～ちょっと自慢できる雑学テレビ～（フジテレビ）
- ザ・細かすぎて伝わらないモノマネ（フジテレビ）
- カクホの女2（テレビ東京）
- 牙狼VERSUS ROAD（東京MX）
- 追跡24時　あの事件のその後 (TBS)

### 映画
- 馬の骨
- やどかり珈琲モルモット
- 嘘喰い

### CM
- サントリーBOSS～ペッパー君編
- 三井住友銀行
- 東京シティ競馬～出逢い編
- ORIX　U-CAR　中古車体操編
- 踊る大宣伝会議
- 楽天　ねっぱん！サイトコントローラー
- RIZAP　コング編[2]
- DHC 50周年記念CM

### MV
- SWAM　（WurtS）